# Paul Wühr
Paul Wühr (* 10. Juli 1927 in München; † 12. Juli 2016 auf Le Pierle bei Passignano sul Trasimeno) war ein deutscher Schriftsteller. Er wird dem Bereich der experimentellen Gegenwartsliteratur zugerechnet.

## Leben
Paul Wühr wurde als Sohn eines Bäckers geboren. Nach dem Besuch des Wittelsbacher-Gymnasiums in München absolvierte er eine Ausbildung zum Volksschullehrer. Von 1949 bis 1983 war er als Lehrer an einer Volksschule in Gräfelfing tätig. 1973 gründete er in München gemeinsam mit Martin Gregor-Dellin, Jürgen Kolbe, Michael Krüger, Fritz Arnold, Inge Poppe-Wühr, Christoph Buggert, Günter Herburger, Tankred Dorst und Peter Laemmle die erste genossenschaftlich organisierte Autorenbuchhandlung.
Seit 1986 lebte Wühr, der sich weigerte Italienisch zu lernen, mit seiner Frau in dem Weiler Le Pierle oberhalb von Passignano sul Trasimeno, an der Grenze von Umbrien und der Toskana.
Paul Wühr war Mitglied des Verbandes deutscher Schriftsteller und des PEN-Zentrums Deutschland.

## Werk
Wühr, der bereits in der Jugend mit dem Schreiben begann, arbeitete seit Ende der 1940er Jahre an einem umfangreichen Werk, das ihn zu einem experimentellen Autor der deutschsprachigen Gegenwartsliteratur werden ließ. Nach zwei Kinderbuchpublikationen Anfang der 1960er Jahre gelangte er mit Hörspielen für den WDR erstmals an eine breitere Öffentlichkeit. Während Wühr in den 1970er Jahren Aufsehen mit seinen O-Ton-Hörspielen erregte, schrieb er danach vor allem an weiterhin sprachreflexiven und experimentellen Großpoemen und Gedichtzyklen.
Wühr war der Verfasser von Romanen, Hörspielen, Prosapoemen und Lyrik, wobei die Grenzen zwischen den Gattungen angesichts der häufig collagenhaften Technik des Autors fließend sind: „Das Collage-Prinzip, das er in diesen Hörspielen anwandte, also das Ineinanderflechten von Alltagsfloskeln, Dialektbrocken und Bruchstücken aus der hohen Literatur, sollte auch für seine lyrischen Arbeiten und die auf sie reagierenden pseudotheoretisch-poetischen Texte bestimmend werden.“  In seinem, damals als eine vermeintliche Beleidigung der Stadt München skandalisierten Buch Gegenmünchen (1970) erweiterte Wühr seine textliche Collage-Technik noch um das Element des (Geo)Grafischen und schuf aus „formalisierten Gedichten, verfremdeten Stadtplänen, zeitlos-poetischem und tagespolitischem Wort-/Baumaterial zehn verschiedene Stadtrundgänge durch und um die Zentren seiner Wörterstadt.“
Seit 1978 arbeitete Wühr an einem Der wirre Zopf betitelten Großprojekt. Trotz aller Anerkennung durch die Literaturkritik und zahlreicher Auszeichnungen galt Wühr als einer der großen Außenseiter der deutschen Literatur, der sich dem Literaturbetrieb weitgehend verweigerte. „Er nahm am Schreibtisch teil an einem grossen Gespräch, das über alle Grenzen, auch und gerade über die Grenze zwischen den Lebenden und den Toten hinweg geführt wurde.“

## Auszeichnungen und Ehrungen
- 1972: Hörspielpreis der Kriegsblinden
- 1976: Ludwig-Thoma-Medaille
- 1977: Literaturförderpreis der Stadt München
- 1984: Literaturpreis der Stadt Bremen
- 1989: Preis des SWF-Literaturmagazins
- 1990: Petrarca-Preis
- 1990: Ernst-Meister-Preis für Lyrik
- 1997: Großer Literaturpreis der Bayerischen Akademie der Schönen Künste
- 2001: F.-C.-Weiskopf-Preis der Berliner Akademie der Künste
- 2002: Hans-Erich-Nossack-Preis
- 2003: Ehrendoktorwürde der Universität Bielefeld
- 2007: Ernst-Jandl-Preis für Lyrik
- 2014: Heimrad-Bäcker-Preis[11]

## Werke
- mit Walter Habdank: Der kleine Peregrino. 1960
- mit Lilo Fromm: Basili hat ein Geheimnis. 1964
- Gegenmünchen. Carl Hanser Verlag, München 1970.
- So spricht unsereiner. Ein Originaltext-Buch. Hanser Verlag, München 1973, ISBN 3-446-11724-5.
- Preislied. Hörspiel aus gesammelten Stimmen. Reclam, Stuttgart 1974, ISBN 3-15-009749-5.
- Grüß Gott ihr Mütter, ihr Väter, ihr Töchter, ihr Söhne. Carl Hanser Verlag, München 1976, ISBN 3-446-12271-0.
- Rede. Carl Hanser Verlag, München 1979, ISBN 3-446-12723-2.
- Das falsche Buch. Carl Hanser Verlag, München 1983, ISBN 3-446-13846-3.
- Es war nicht so. Verlag Klaus G. Renner, München 1987, ISBN 3-921499-94-1.
- Der faule Strick. Carl Hanser Verlag, München 1987, ISBN 3-446-15007-2.
- Sage. Verlag Klaus G. Renner, München 1988, ISBN 3-921499-98-4.
- Gedichte. Carl Hanser Verlag, München 1990, ISBN 3-446-16042-6.
- Ob. Verlag Klaus G. Renner, München 1991, ISBN 3-927480-14-2.
- mit Lucas Cejpek: Wenn man mich so reden hört. Literaturverlag Droschl, Graz 1993, ISBN 3-85420-351-9.
- Luftstreiche. Carl Hanser Verlag, München 1994, ISBN 3-446-17850-3.
- Ob der Magus im Norden. Verlag Klaus G. Renner, München 1995, ISBN 3-927480-33-9.
- Salve res publica poetica. Carl Hanser Verlag, München 1997, ISBN 3-446-19023-6.
- mit Hans Baschang: Tanzschrift. Hrsg. Matthias Kußmann. 2000.
- Venus im Pudel. Hanser Verlag, München 2000, ISBN 3-446-19855-5.
- Leibhaftig. Rimbaud Verlag, Aachen 2001, ISBN 3-89086-724-3.
- Das Lachen eines Falschen. Kieser Verlag, München 2002, ISBN 3-935456-04-2.
- mit Lucas Cejpek: Was ich noch vergessen habe. Literaturverlag Droschl, Graz 2002, ISBN 3-85420-594-5.
- Il Corpo e la Parola. A cura di Riccarda Novello. Crocetti Editore, Milano 2002, ISBN 88-8306-078-4.
- An und für. Gedichte. Hanser Verlag, München 2004, ISBN 3-446-20473-3.
- Dame Gott. Hanser Verlag, München 2007, ISBN 978-3-446-20820-9.
- Zur Dame Gott. Literaturverlag Droschl, Graz 2009, ISBN 978-3-85420-759-7.

### Hörspiele
- Das Experiment, Regie: Oswald Döpke, WDR 1963.
- Wer kann mir sagen, wer Sheila ist? Regie: Oswald Döpke, WDR 1964.
- Die Rechnung, Regie: Otto Kurth, WDR 1964.
- Gott heisst Simon Cumascach, Regie: Günther Sauer, WDR 1965.
- Die Hochzeit verlassen (Funkerzählung zur Eisenhans-Variation), Regie: Dieter Hasselblatt, DLF 1966.
- Wenn Florich mit Schachter spricht, Regie: Günther Sauer, WDR 1967.
- Fensterstürze, Regie: Friedhelm Ortmann, WDR 1968.
- Preislied, Regie: der Autor, Komposition: Enno Dugend, BR/NDR 1971.
- Verirrhaus, Regie: der Autor, BR/WDR 1972. Als Podcast/Download im BR Hörspiel Pool.[12]
- Trip Null, Regie: der Autor, BR 1973.
- Viel Glück, Regie: der Autor, BR/NDR 1976.
- Soundseeing Metropolis München, Regie: der Autor, BR/NDR 1986.
- Thisbe und Thisbe, Regie: Peter Fitz, WDR 1987.
- Faschang Garaus, Regie: der Autor, BR/NDR 1988.
- So eine Freiheit, Regie: der Autor, BR 1972, Ursendung SFB 1992.